# Koidu (Haapsalu)
Koidu – wieś w Estonii, w prowincji Lääne, w gminie Ridala.